# キナルジン酸-4-オキシドレダクターゼ
キナルジン酸-4-オキシドレダクターゼ(quinaldate 4-oxidoreductase)は、次の化学反応を触媒する酸化還元酵素である。
キナルジン酸 + 受容体 + H2O {\displaystyle \rightleftharpoons } キヌレン酸 + 還元型受容体
反応式の通り、この酵素の基質はキナルジン酸と受容体と水、生成物はキヌレン酸と還元型受容体である。
組織名はquinoline-2-carboxylate:acceptor 4-oxidoreductase (hydroxylating)で、別名にquinaldic acid 4-oxidoreductaseがある。